# Hylocomiastrum umbratum

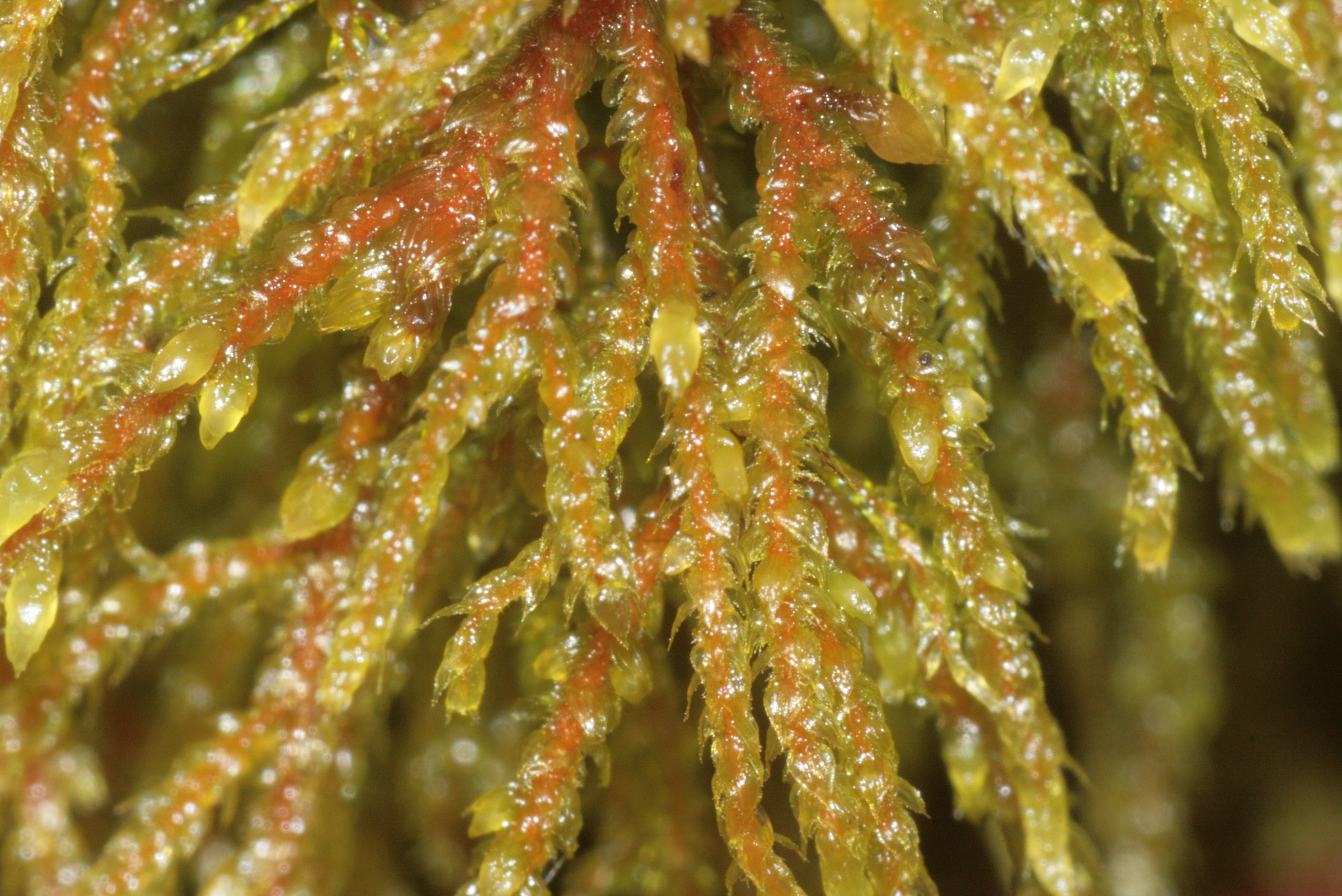
Nahansicht

Hylocomiastrum umbratum (Synonym Hylocomium umbratum (Hedw.) Schimp.) ist ein pleurokarpes Laubmoos aus der Familie Hylocomiaceae.

## Merkmale
Hylocomiastrum umbratum bildet braungrüne bis dunkelgrüne, matte oder schwach glänzende, lockere Rasen. Die kräftigen Stämmchen werden bis 15 Zentimeter lang, sie sind unregelmäßig doppelt gefiedert mit etwas entfernt angeordneten, runden und spitzen Ästen. Stämmchen und Äste sind zwischen den Blättern mit zahlreichen geweihartig verzweigten Paraphyllien besetzt. Die aufrecht abstehenden Stämmchenblätter sind bis 2,5 Millimeter lang, aus breit eiförmigem Grund scharf zugespitzt, stark längsfaltig und am ganzen Rand unregelmäßig grob gesägt. Die doppelte Rippe reicht bis zur Blattmitte. Astblätter sind kleiner und eiförmig zugespitzt. Ihre Blattrippe reicht bis über die Blattmitte und ist meist ungleich gegabelt, wobei deren Enden an der Blattunterseite als Dornen austreten.
Blattzellen sind oberhalb des Blattgrundes linealisch und dünnwandig, an der Blattbasis kürzer, dickwandiger und getüpfelt. Blattflügelzellen sind nicht besonders differenziert.
Die Art ist diözisch. Sporenkapseln werden selten ausgebildet. Die Seta ist etwa 2 Zentimeter lang, die Kapsel ist dick eiförmig, horizontal bis nickend, mit kegeligem, spitzem Deckel.

## Verbreitung und Standortansprüche
Hylocomiastrum umbratum ist auf der Nordhalbkugel verbreitet, mit Schwerpunkt in der borealen Zone. Vorkommen gibt es in Europa, Asien, Nordamerika und Nordafrika.
In Mitteleuropa kommt es zerstreut in Höhenlagen von 500 bis über 2000 Metern in den Alpen und den höheren Mittelgebirgen vor. Es wächst an mäßig frischen, kalkarmen, sauren Stellen, besonders auf Humus über Silikatgestein in feuchten Blockhalden und Gebirgswäldern.